# Catedral de Orvieto
La catedral de Orvieto (en italiano: Duomo di Orvieto; Cattedrale di Santa Maria Assunta) es una catedral del siglo XIV situada en la ciudad de Orvieto, Umbría. El edificio fue construido por orden del papa Urbano IV para conmemorar y ofrecer un lugar de culto adecuado al milagro eucarístico de Bolsena.
Es considerada como una obra maestra de la arquitectura gótica italiana. La catedral fue declarada basílica menor el 29 de enero de 1889 por el papa Leon XIII.

## Edificación

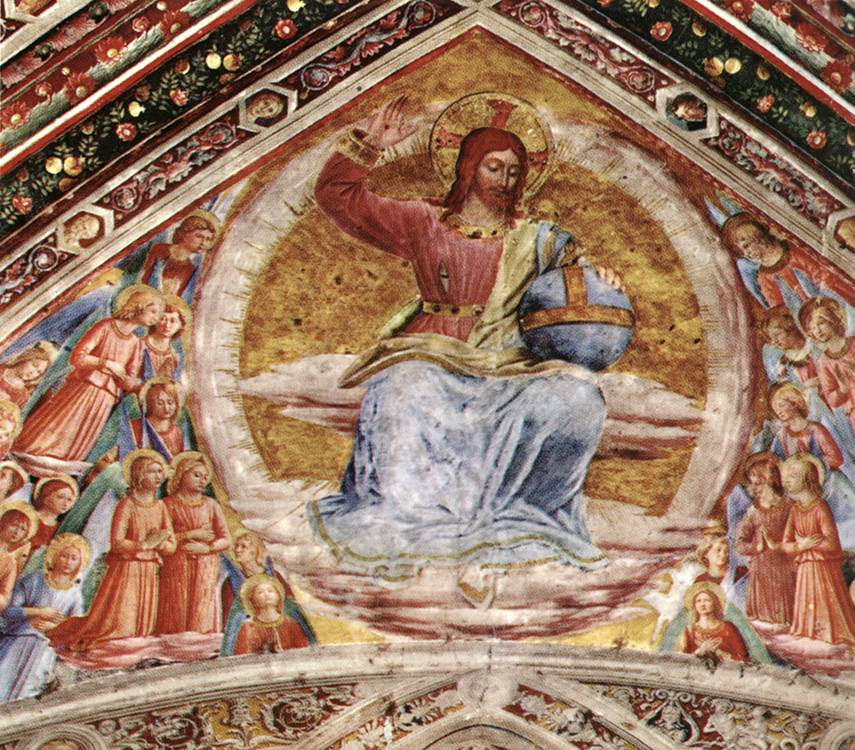
Fresco de los Profetas Capilla de San Brizio, Duomo, Orvieto

La construcción de la iglesia comenzó en el año 1290 con el objetivo de dar una colocación digna al Corporal del milagro de Bolsena (reliquia sagrada llevada a Orvieto por voluntad del papa Urbano IV). Los trabajos de edificación se prolongaron por espacio de casi un siglo. Inicialmente la dirección de los trabajos fue encargada a fra Bevignate de Perugia, el cual se dedicó a la ejecución del proyecto elaborado muy probablemente por otros (algunos críticos piensan en Arnolfo di Cambio). El edificio debía tener una fachada de una sola cúspide de inspiración románica, según se puede ver en el plano que hoy se conserva en el museo, reconstruido según fuentes bien documentadas.
Después de una intervención de Giovanni di Uguccione de Orvieto, en 1310 fue llamado a dirigir la obra el sienés Lorenzo Maitani. Él fue quien ideó la fastuosa fachada actual, que es considerada una especie de tríptico embellecido con mosaicos y esculturas, abierta al centro por el magnífico rosetón atribuido a Andrea Orcagna. Los relieves que muestran historias del Antiguo y del Nuevo Testamento son atribuidos al mismo Maitani y a varios artistas menores del siglo XIV. Uno de ellos fue Raffaello da Montelupo quien realizó el relieve de la Adoración de los Magos. Los mosaicos han sido restaurados y prácticamente rehechos a lo largo de los años, entre ellos el de la cúspide que muestra la Coronación de la Virgen, diseñada por Cesare Nebbia. Es de resaltar el portal central encuadrado por una profunda abertura, y revestido de placas de bronce obra de Emilio Greco, donde se narran obras de misericordia.

## Interior
El interior es de una gran simplicidad: planta basilical, subdividida en tres naves con pilastras circulares. La nave central está cubierta por armaduras de madera. La elegante homogeneidad estilística deriva de las franjas horizontales blancas y negras, de matriz toscana.

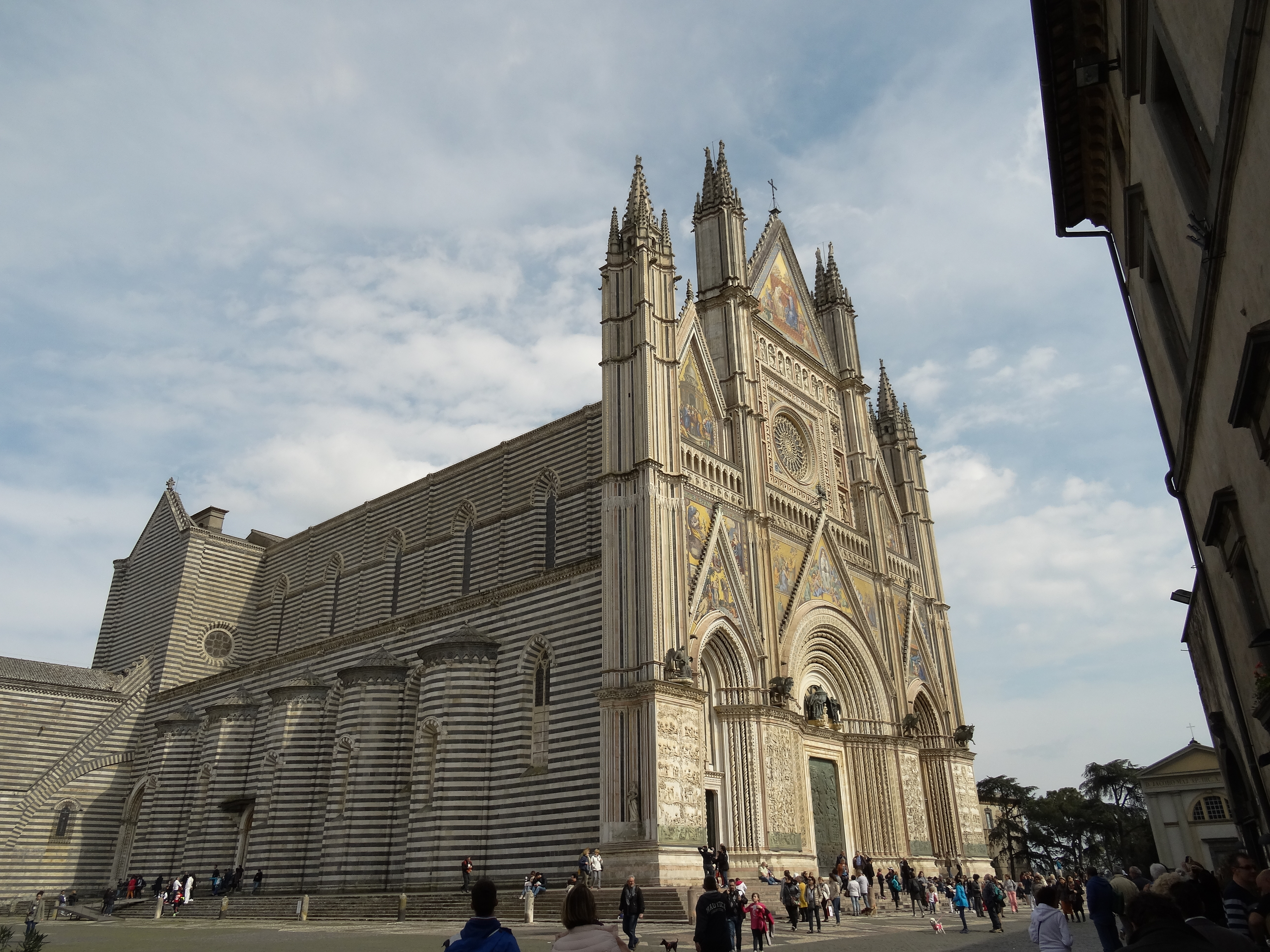
Catedral de Orvieto

Entre las numerosas obras de arte conservadas en el Duomo, sobresale el preciosísimo Relicario del Corporal, realizado entre el 1337 y el 1339 por Ugolino di Vieri, que reproduce la silueta tripartita de la fachada del Duomo con refinadas escenas de la Vida de Cristo y escenas del milagro de Bolsena en esmalte traslúcido.
Una obra maestra del arte gótico se encuentra en la espléndida capilla pintada al fresco por los pintores Ugolino di Pietro Ilario, Domenico di Meo y Giovanni di Buccio: todos de Orvieto. Allí también se puede admirar la Madonna dei Raccomandati de Lippo Memmi. Es de notar el fresco que muestra Dos ángeles que sostienen el blasón de la Obra del Duomo, de Antonio del Massaro de Viterdo, llamado il Pastura, que también contribuyó en la realización de las pinturas del coro.
Un punto de referencia de la pintura del Renacimiento italiano es la Capilla de San Brizio. La decoración, iniciada en 1447 por el Beato Angelico junto con Benozzo Gozzoli, fue concluida con grandiosas escenas apocalípticas (Predicación del Anticristo, el Juicio Final y de los reinos celestes del Paraíso y del Infierno, realizadas por la mano de Luca Signorelli entre los años 1499 y 1502. En el transepto se puede admirar una Pietà del siglo XVI.
Al lado derecho se encuentra la Capilla de la Magdalena, restaurada en el siglo XVIII por los Gualterio para que sirviera de sepultura a algunos miembros de esta familia, los cardenales Carlo y Filippo Antonio y los arzobispos Ludovico Anselmo y Giannotto. A los pies de la capilla se lee una inscripción dedicada a Giovanni Battista Gualterio, marqués de Corgnolo, duque de Cumia y conde de Dundee.